# Trox ovalis
Trox ovalis är en skalbaggsart som beskrevs av Haaf 1957. Trox ovalis ingår i släktet Trox och familjen knotbaggar. Inga underarter finns listade i Catalogue of Life.